# Полян Павло Маркович
Павло Маркович Полян (нар. 31 серпня 1952) — російський географ, публіцист, аматор-літературознавець, письменник. Основна тема як популярізатора літератури — біографія Осипа Мандельштама; як популяризатора історії — депортація народів у СРСР, Голокост.

Часом використовує псевдонім Нерлер.

## Географ і історик
У 1974 році закінчив географічний факультет МДУ, закінчив аспірантуру Інституту географії АН СРСР, співробітником якого був довгий час. Учень Георгія Лаппо. У 1998 році захистив докторську дисертацію на тему «Географія примусових міграцій в СРСР».
У 1970-1980-ті роки основною темою наукових робіт Поляна були міське розселення, транспортні зв'язки та демографія міст, з середини 1980-х років він займається вивченням історії та географії примусових міграцій.
В роки «перебудови» отримав можливість користуватися закритими КДБ СРСР фондами, а саме — секретною справою репресованого поета Осипа Мандельштама. Під псевдонімом Павел Нерлєр видав декілька публікацій про біографію поета.
У 1991—1993 роках Павло Полян збирав в Німеччині матеріали про долі остарбайтерів.
Наприкінці 1990-х років емігрував до Німеччини. Мешкає у місті Фрайбург, є членом місцевої єврейської громади. Одночасно числиться професором Ставропольського державного університету.
Автор і співавтор близько 200 наукових статей.

## Літературна діяльність, роботи про Мандельштама
У 1970-ті роки Павло Полян (який взяв псевдонім Нерлер на ім'я річки Нерлі) був близький до поетичної групи «Московський час» та літературної студії МДУ «Луч». Полян — був головою мандельштамовського товариства при РДГУ, один з укладачів енциклопедії про творчість Осипа Мандельштама, автор біографічних робіт про Мандельштама і редактор двох його зібрань творів. Є автором двох невиданих збірок віршів (одна з них, написана в 1998 році «Ботанічний сад», розміщена в інтернеті).

## Публіцист
Автор численних публіцистичних статей, упорядник збірника спогадів радянських військовополонених-євреїв, які пройшли через систему німецьких концтаборів. Опублікував ряд статей про життя євреїв-іммігрантів з колишнього СРСР у Німеччині, Ізраїлі та США.

## Книги
- Методика выделения и анализа опорного каркаса расселения. — М.: 1988.
- Полян П. М. Жертвы двух диктатур. Советские военнопленные и остарбайтеры в Третьем рейхе и их репатриация. — М., 1996. — 442 с. — ISBN ISBN 5-89002-008-0., переиздана в 2002 году под названием «Жертвы двух диктатур: Жизнь, труд, унижение и смерть совет. военнопленных и остарбайтеров на чужбине и на родине» в увеличенном до 894 стр. объеме, ISBN 5-8243-0130-1.
- «Вестарбайтеры»: интернированные немцы в СССР (предыстория, история, география). Учебное пособие для спецкурса. — Ставрополь: 1999.
- Город и деревня в Европейской России: сто лет перемен, — М.: 2001 (спільно з Т. Г. Нефедовой и А. И. Трейвишем)
- Не по своей воле: история и география принудительных миграций. — М.: 2001.
- Обречённые погибнуть. — М., 2006. — ISBN 5983790692..
- Отрицание отрицания, или Битва под Аушвицем. Дебаты о демографии и геополитике Холокоста. — М.: 2008 (составитель сборника совместно с А. Р. Кохом)
- Полян П. М. Между Аушвицем и Бабьим Яром. Размышления и исследования о Катастрофе. — М., 2010. — 800 прим. — ISBN 978-5-8243-1504-2.